# Hylaeargia magnifica
Hylaeargia magnifica är en trollsländeart som beskrevs av John Michalski 1995. Hylaeargia magnifica ingår i släktet Hylaeargia och familjen dammflicksländor. IUCN kategoriserar arten globalt som otillräckligt studerad. Inga underarter finns listade i Catalogue of Life.